# Bahnhof Schwarzerden
Der Bahnhof Schwarzerden ist der Endbahnhof der in Ottweiler beginnenden Ostertalbahn. Eröffnet wurde er 1936 mit Inbetriebnahme der Bahnstrecke Türkismühle–Kusel. Zwei Jahre später wurde er mit Vollendung der Ostertalbahn zum Eisenbahnknotenpunkt. Mit der Stilllegung der aus Türkismühle kommenden Strecke zwischen Freisen und Schwarzerden im Jahr 1955 verlor er diese Funktion wieder. Durch die temporäre Abtrennung des Saarlandes nach dem Zweiten Weltkrieg fungierte er zudem von 1947 bis 1959 als Zollbahnhof.
Seit 1970, als der Abschnitt Schwarzerden–Kusel stillgelegt und anschließend abgebaut wurde, ist er Endbahnhof. Auf der Ostertalbahn endete der reguläre Personenverkehr 1980. Seit der Jahrtausendwende findet auf ihr jedoch ein Museumsbahnbetrieb statt.

## Lage

### Örtliche Lage
Der Bahnhof befindet sich nordöstlich des Siedlungsgebiets von Schwarzerden. In unmittelbarer Nachbarschaft sind die Industriewerke Saar (IWS) angesiedelt. Rund einen halben Kilometer weiter nördlich verläuft die Bundesautobahn 62.

### Bahnstrecken
Die noch existente in Ottweiler beginnende Ostertalbahn umfährt den Ort Schwarzerden in einem annähernd halbkreisförmigen Bogen. Die letzten 900 Meter vor Erreichen des Endbahnhofs teilte sie sich bis 1969 mit der aus westlicher Richtung kommenden Bahnstrecke aus Türkismühle. Auf der Trasse letzterer befindet sich inzwischen der sogenannte „Fritz-Wunderlich-Weg“. Zudem ist der Bahnhof Ausgangspunkt des Eisenbahn-Erlebniswegs, der sich ebenfalls auf der stillgelegten Bahntrasse befindet.

## Geschichte

### Bahnbauinitiativen rund um Schwarzerden
Erste Bemühungen, einen Bahnanschluss für Schwarzerden zu erreichen, gehen bis ins Jahr 1856 zurück. Im Zuge des Baus der Rhein-Nahe-Bahn zielte eine Initiative darauf ab, eine Trasse über Kusel bis nach St. Wendel beziehungsweise entlang der Oster bis nach Neunkirchen auf den Weg zu bringen. Die Bestrebungen hatten jedoch keinen Erfolg, da Preußen eine solche Bahnstrecke in erster Linie innerhalb des eigenen Territoriums haben wollte, einige Gemeinden vor Ort sowie Kusel und Teile des mittleren und unteren Glantal zwischen Altenglan und Staudernheim aber zu Bayern gehörten.
Nachdem 1894 ein weiterer Anlauf der Ostertalgemeinden unternommen worden war, einen Bahnanschluss zu erhalten, gab es Unterstützung von Seiten des Bezirksbaumeisters von Kusel. Dieser plädierte dafür, die Streckenführung entgegen der ursprünglichen Planung bis Schwarzerden entlang der Oster laufen zu lassen, um sie anschließend weiter Osten in Richtung Kusel zu führen. Nachdem das Unternehmen Lenz & Co. aus Stettin bereits mit der Planung beauftragt worden war, brachte die preußische Regierung das Projekt zum Scheitern, da sie aus strategischen Gründen die Strecke in Normalspur ausgeführt sehen wollte; aus finanziellen Gründen war dies jedoch nicht zu realisieren.
Parallel dazu hatte es seit den 1860er Jahren Bestrebungen gegeben, eine Magistrale von Trier über Türkismühle und Kusel bis nach Landstuhl zu errichten. Die Bemühungen waren erfolglos, da lediglich zwischen Landstuhl und Kusel eine Bahnverbindung entstand. Nachdem es 1910 einen weiteren Vorstoß gegeben hatte, eine Bahnlinie zwischen Türkismühle und Kusel zu errichten, verhinderte der Ausbruch des Ersten Weltkriegs die Realisierung. Erst 1931 gab das Reichsverkehrsministerium grünes Licht für den Bau der Strecke, um auf diese Weise der zwischenzeitlich ausgebrochenen Weltwirtschaftskrise entgegenzuwirken. Bedingt durch Einsprüche von Anliegern aus Schwarzerden und den Nachbarorten gab es Diskussionen über die Trassierung der Strecke.

### Weitere Entwicklung (1936–1957)
Mit der durchgehenden Eröffnung der Bahnstrecke Türkismühle–Kusel am 16. November 1936 erhielt Schwarzerden Anschluss an die Eisenbahn, nachdem der Abschnitt Kusel–Diedelkopf ein halbes Jahr zuvor und der Abschnitt Türkismühle–Freisen bereits seit 1934 befahrbar gewesen waren. Entlang der Strecke, deren Ausführung als Nebenbahn erfolgte, war Schwarzerden einer von insgesamt zwei Kreuzungsbahnhöfen. Um das zwischenzeitlich abgetrennte Saargebiet durch eine Volksabstimmung ins Deutsche Reich zurückzuholen, veranlasste die seit 1933 regierende NSDAP zudem, ab 1934 den Bau der seit Jahrzehnten geforderten Ostertalstrecke in Angriff zu nehmen. Diese sollte in Bezug auf den Volksentscheid als Köder für die Saarländer dienen, um die wirtschaftliche Not der Region zu kompensieren. Nachdem am 26. September 1937 der Abschnitt Ottweiler–Niederkirchen eröffnet worden war, erfolgte die Durchbindung nach Schwarzerden am 15. Mai des Folgejahres. Dadurch wurde der Bahnhof Schwarzerden zum Eisenbahnknotenpunkt.
Zum 5. Mai 1941 wurde ein Verzeichnis mit dem Titel „lebenswichtige Züge“ herausgebracht. Dies sollte dem Umstand vorbeugen, dass der Fahrplan aufgrund des zu diesem Zeitpunkt seit 1939 tobenden Zweiten Weltkriegs oft nicht einzuhalten war. Es umfasste ein Mindestangebot an Zügen, das trotz der Kriegsumstände einzuhalten war. Zwischen Kusel und Ottweiler mussten demnach mindestens drei Züge pro Tag verkehren. Nachdem Schwarzerden 1947 Teil des vorübergehend abgetrennten Saarlandes geworden war, fanden im Bahnhof entsprechend Zollkontrollen statt. Ein Jahr später wurden die den Bergarbeitern dienenden Züge der Relation Kusel–Neunkirchen für den zivilen Verkehr gesperrt.
1951 endete der Personenverkehr zwischen Kusel und Schwarzerden vorübergehend. Aufgrund von Schäden des Unterbaus musste der Verkehr zwischen Freisen und Grügelborn am 21. Mai 1955 eingestellt werden. Zwei Jahre später erfolgte die offizielle Stilllegung des Abschnitts Freisen–Schwarzerden; zwischen Grügelborn und Schwarzerden war die Strecke dadurch zu einem Gleisanschluss des Bahnhofs degradiert worden.

### Niedergang (1958–1999)
1958 wurde der Personenverkehr zwischen Kusel und Schwarzerden wieder aufgenommen, 1964 jedoch erneut eingestellt. Bereits zuvor hatten sich seit 1959 im Zuge der wirtschaftlichen Wiedereingliederung des Saarlandes nach Deutschland die Zollkontrollen erübrigt. 1966 endete in diesem Abschnitt der Güterverkehr ebenfalls. 1969 wurde der noch verbliebene Güterverkehr zwischen Schwarzerden und Grügelborn eingestellt und der Abschnitt abgebaut. Nachdem der Betrieb auf dem Abschnitt nach Kusel 1970 offiziell eingestellt worden war, erfolgte hier ein Jahr später ebenfalls der Abbau. Dadurch war Schwarzerden zum Endbahnhof geworden. Bereits 1972 wurden die Gleisanlagen im Bahnhof zurückgebaut, drei Jahre danach war er nicht mehr besetzt.
Am 31. Mai 1980 wurde der Personenverkehr auf der Ostertalbahn eingestellt. Fortan wurde der Bahnhof nur noch im Güterverkehr bedient. In den 1980er Jahren erfolgte zudem der Rückbau der Bahnstation auf insgesamt zwei Gleise. Am 23. und 24. Mai 1987 gelangte ein in Schönenberg-Kübelberg an der bereits zu diesem Zeitpunkt im Personenverkehr ebenfalls eingestellten Glantalbahn beginnender Gesellschaftssonderzug nach Schwarzerden.

### Museumsbahnhof (seit 2000)

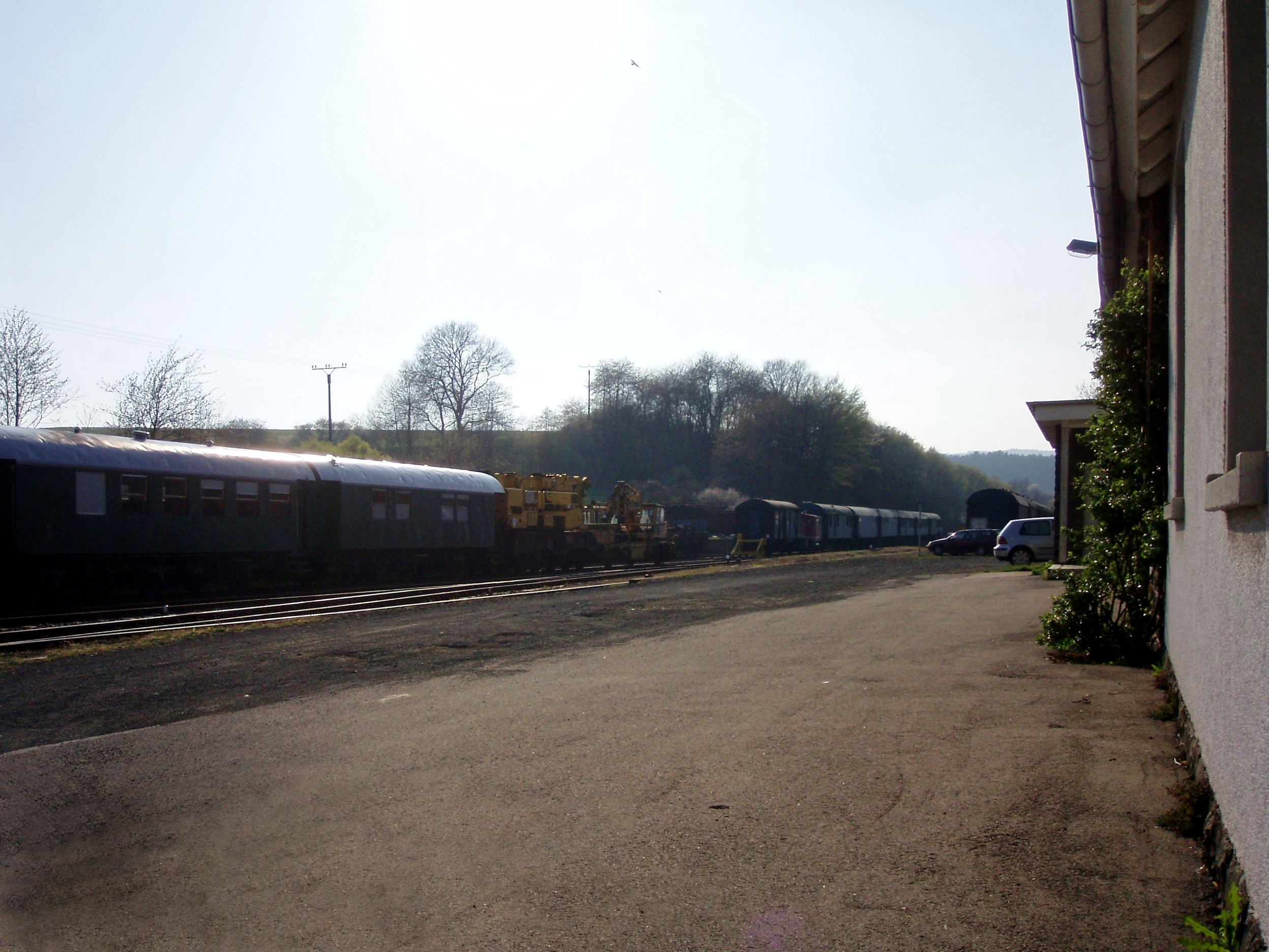
Waggons im Bahnhof 2007

Nachdem die Deutsche Bahn ab Ende der 1990er Jahre Stilllegungsabsichten geäußert hatte, übernahm der Landkreis St. Wendel zum 1. Januar 2000 die Strecke; langfristiges Ziel war deren Fortbestand als Museumseisenbahn. Im selben Jahr trafen erste Streckeninstandhaltungsfahrzeuge ein, die im Bahnhof stationiert wurden. Am 15. September wurde er um drei Abstellgleise erweitert, wodurch er seither über insgesamt sechs Gleise verfügt. Zwei Monate später erfolgte zudem die Sanierung des Bahnsteigs. Die Aufnahme des Tourismusverkehrs fand am 14. April 2001 statt; an diesem Tag gelangte ein Zug, der aus vier Uerdinger Schienenbussen bestand, nach Schwarzerden. Zum 31. Dezember des Jahres endete der bislang von der Deutschen Bahn durchgeführte Güterverkehr. In den Folgejahren vergrößerte sich der im Bahnhof untergebrachte Fahrzeugbestand kontinuierlich.

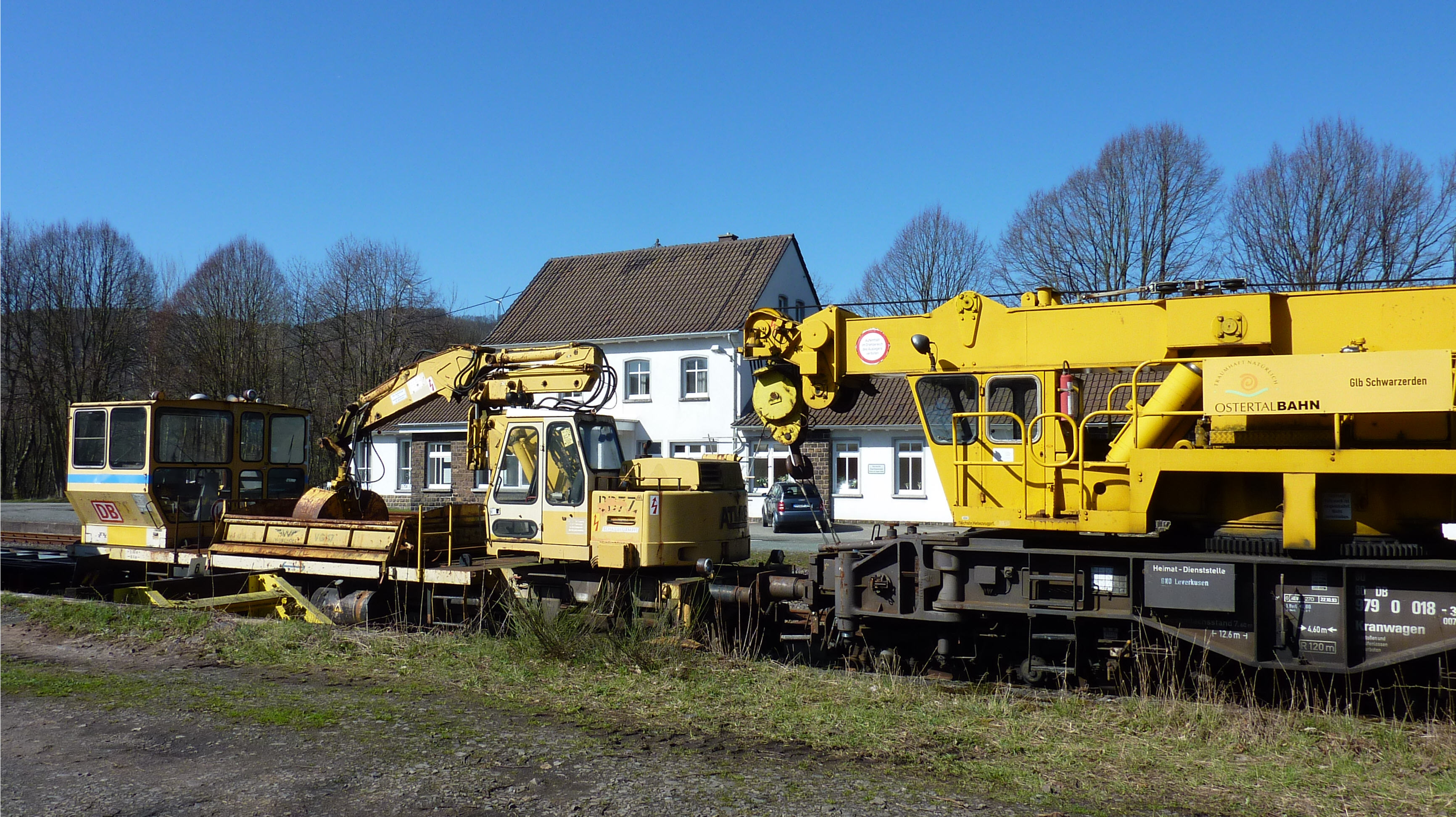
Bahnhof Schwarzerden im Jahr 2010

Zudem wurde am 31. August 2008 auf der stillgelegten Bahntrasse vom Bahnhof Schwarzerden aus bis zur Talbrücke Oberkirchen der Eisenbahn-Erlebnisweg eröffnet. Am Bahnhof selbst befindet sich in diesem Zusammenhang die Station 1: Bahnhof Schwarzerden / Wasserversorgungsanlagen.

## Bauwerke

### Empfangsgebäude
Der Bahnhof Schwarzerden verfügt über ein architektonisch schlicht gestaltetes Empfangsgebäude. Zwischenzeitlich wurde es von den Industriewerken Saar (IWS) gekauft und anschließend renoviert.

### Wasserturm und Wasserkran
Direkt neben dem Bahnhofsgebäude befand sich früher ein Wasserturm mit Holzverkleidung, der der Versorgung der Dampflokomotiven in diesem Bahnknotenpunkt diente. Der Vorratsbehälter umfasste ein Volumen von insgesamt 20 Kubikmeter. Gefüllt wurde er aus einem eigens diesem Zweck dienenden Brunnen, aus dem das Wasser in den Behälter gepumpt wurde. Letzterer verfügte über eine Fallleitung, die zu einem Wasserkran führte, der sich auf dem Inselbahnsteig zwischen den Gleisen 1 und 2 befand.

### Gleisanlagen
Der Bahnhof verfügt derzeit zudem über ein Hauptgleis und sieben Nebengleise, acht Weichen und einen Privatgleisanschluss mit drei Gleisen. In Zusammenhang mit der Umwandlung der Ostertalstrecke in eine Museumsbahn wurde darüber hinaus die Laderampe reaktiviert.

### Dampflokomotiven
Im Bahnhof sind seit den 2000er Jahren zwei Dampflokomotiven untergebracht. Beide befinden sich in Privatbesitz, sind nicht betriebsfähig und werden entsprechend bei den Museumsfahrten nicht eingesetzt.
| Nummer  | Baureihe | Hersteller     | Baujahr | Zugang                                            |
| ------- | -------- | -------------- | ------- | ------------------------------------------------- |
| 52 8039 | 52.80    | Henschel 27952 | 1944    | in den 1960er Jahren durch Umbau entstanden       |
| 52 8147 | 52.80    | Henschel 27826 | 1944    | vorher Denkmallok vor dem Hotel Quedlinburger Hof |

## Betrieb

### Personenverkehr
Mit Eröffnung der Bahnstrecke zwischen Türkismühle und Kusel fuhren pro Tag sechs Zugpaare, daneben gab es Verbindungen, die ausschließlich zwischen Schwarzerden und Kusel verliefen. Obwohl die Bahnlinie in Kusel unmittelbar in die Verbindung Richtung Landstuhl überging, gab es erst ein Jahr später einen durchgängigen Zug von Türkismühle bis zum Knotenbahnhof Altenglan im Glantal. Nachdem die Ostertalbahn 1938 auf ihrer vollen Länge eröffnet worden war, gab es durchgehende Verbindungen von Kusel über Schwarzerden bis nach Neunkirchen. Für die Bewohner der Region Kusel hatte die Strecke aus dem Ostertal stets eine größere Bedeutung als die Verbindung nach Türkismühle, da viele von ihnen in saarländischen Gruben und Hütten angestellt waren und sie mit Hilfe dieser seit 1938 bestehenden Bahnverbindung die Möglichkeit hatten, jeden Tag nach Hause zu fahren. Nach der vorübergehenden Einstellung des Personenverkehrs nach Kusel im Jahr 1951 verkehrten auf diesem Abschnitt Ende der 1950er Jahre zwei Zugpaare; zum Zeitpunkt der Einstellung 1964 war nur noch eines übrig geblieben. Im Jahr 1958 existierte zudem eine sogenannte „Eckverbindung“ von Schwarzerden über Kusel, Altenglan und Bad Münster bis nach Bad Kreuznach. Zum Zeitpunkt der Einstellung des Personenverkehrs auf der Ostertalbahn fuhren von Montag bis Freitag insgesamt zehn Zugpaare.

### Güterverkehr
Nachdem der Verkehr auf dem Streckenabschnitt Freisen–Grügelborn 1955 eingestellt und zwei Jahre später offiziell stillgelegt worden war, diente das Teilstück Grügelborn–Schwarzerden nur noch als Anschlussgleis des Bahnhofs Schwarzerden. Er wurde bedient über die Ostertalstrecke. Auf diesem Teilstück hielt der Güterverkehr bis 1969 an. Nach der Einstellung des Personenverkehrs fuhren auf der Ostertalbahn nur noch Übergabegüterzüge, die anfangs noch Niederkirchen, später ausschließlich Schwarzerden bedienten. Wichtigster Güterkunde vor Ort war das Rüstungsunternehmen Industriewerke Saar (IWS), das über ein vom Bahnhof abzweigendes Anschlussgleis verfügt. Zwischen Ottweiler und Schwarzerden hatte sich entlang der Ostertalbahn keine einzige Weiche befunden, wodurch die IWS faktisch über das deutschlandweit längste Industriegleis verfügten. Bedingt durch diesen Güterkunden kam es oft zu Transporten mit Lademaßüberschreitung.

### Museumsbahnverkehr
Der Museumsbahnverkehr findet seit 2001 statt. Durchgeführt wird er von März bis Oktober in unregelmäßigen Abständen; an Betriebstagen verkehren zwischen Ottweiler und Schwarzerden drei Zugpaare. Während dieser Zeit gelangen Gesellschaftssonderzüge ebenfalls auf die Strecke. Im November und Dezember wird der sogenannte „Nikolaus-Sonderzug“ eingesetzt.